# Cananéia
Cananéia là một đô thị ở bang São Paulo của Brasil. Đô thị này nằm ở vĩ độ 25º00'53" độ vĩ nam và kinh độ 47º55'36" độ vĩ tây, trên khu vực có độ cao oito m. Dân số năm 2004 ước tính là 13.615 người. 

## Thông tin nhân khẩu
Dữ liệu dân số theo điều tra dân số năm 2000
Một số lượng lớn dân số là người Ý, Slovenia, Nhật và Tây Ban Nha.
Tổng dân số: 12.298
- Dân số thành thị: 10.204
- Dân số nông thôn: 2.094
- Nam giới: 6.218
- Nữ giới: 6.080

Mật độ dân số (người/km²): 9,90
Tỷ lệ tử vong trẻ sơ sinh dưới 1 tuổi (trên một triệu người): 11,32
Esperança de vida (tuổi): 73,85
Tỷ lệ sinh (số trẻ trên mỗi bà mẹ): 3,34
Tỷ lệ biết đọc biết viết: 89,11%
Chỉ số phát triển con người (HDI-M): 0,775
- Chỉ số phát triển con người - Thu nhập: 0,680
- Chỉ số phát triển con người - Tuổi thọ: 0,814
- Chỉ số phát triển con người - Giáo dục: 0,830

(Nguồn: IPEADATA)

### Sông ngòi
- Atlântico

### Các xa lộ
- SP-193
- SP-226
- BR-116